# Harvajanvuori
Harvajanvuori är en kulle i Finland. Den ligger i Vederlax i landskapet Kymmenedalen, i den södra delen av landet, 140 km öster om huvudstaden Helsingfors. Toppen på Harvajanvuori är 32 meter över havet.
Terrängen runt Harvajanvuori är mycket platt. Havet är nära Harvajanvuori söderut.  Närmaste större samhälle är Fredrikshamn, 19,5 km nordväst om Harvajanvuori. 